# 托贾克 (阿拉斯加州)
托贾克（英語：Togiak），是美国阿拉斯加州的一座城市。该市的人口在2000年为809人，2010年有817人。人口在阿拉斯加州排行第33。